# Scream (премия, 2011)
6-я церемония награждения премии «Scream» за заслуги в области фантастики, фэнтези и фильмов ужасов за 2011 год.

## Лауреаты и номинанты
| Лауреаты — выделены отдельным цветом. |

| Категория                              | Фотографии лауреатов | Лауреаты и номинанты                                                                             |
| -------------------------------------- | --- | ------------------------------------------------------------------------------------------------ |
| The Ultimate Scream                    | | • «Гарри Поттер и Дары Смерти. Часть 2»                                                          |
| The Ultimate Scream                    | • «Чёрный лебедь» |                                                                                                  |
| The Ultimate Scream                    | • «Первый мститель» |                                                                                                  |
| The Ultimate Scream                    | • «Игра престолов» |                                                                                                  |
| The Ultimate Scream                    | • «Скотт Пилигрим против всех» |                                                                                                  |
| The Ultimate Scream                    | • «Супер 8» |                                                                                                  |
| The Ultimate Scream                    | • «Тор» |                                                                                                  |
| The Ultimate Scream                    | • «Настоящая кровь» |                                                                                                  |
| The Ultimate Scream                    | • «Ходячие мертвецы» |                                                                                                  |
| The Ultimate Scream                    | • «Люди Икс: Первый класс» |                                                                                                  |
| Лучший фантастический фильм            | | • «Супер 8»                                                                                      |
| Лучший фантастический фильм            | • «Первый мститель» |                                                                                                  |
| Лучший фантастический фильм            | • «Монстры» |                                                                                                  |
| Лучший фантастический фильм            | • «Трансформеры 3: Тёмная сторона Луны» |                                                                                                  |
| Лучший фантастический фильм            | • «Трон: Наследие» |                                                                                                  |
| Лучший фэнтези фильм                   | | • «Люди Икс: Первый класс»                                                                       |
| Лучший фэнтези фильм                   | • «Чёрный лебедь» |                                                                                                  |
| Лучший фэнтези фильм                   | • «Гарри Поттер и Дары Смерти. Часть 2» |                                                                                                  |
| Лучший фэнтези фильм                   | • «Пираты Карибского моря: На странных берегах»                                                                                                |                                                                                                  |
| Лучший фэнтези фильм                   | • «Тор» |                                                                                                  |
| Лучший фильм ужасов                    | | • «Впусти меня. Сага»                                                                            |
| Лучший фильм ужасов                    | • «Я видел Дьявола» |                                                                                                  |
| Лучший фильм ужасов                    | • «Астрал» |                                                                                                  |
| Лучший фильм ужасов                    | • «Паранормальное явление 2» |                                                                                                  |
| Лучший фильм ужасов                    | • «Пираньи 3D» |                                                                                                  |
| Лучший сериал                          | | • «Игра престолов»                                                                               |
| Лучший сериал                          | • «Доктор Кто» |                                                                                                  |
| Лучший сериал                          | • «Грань» |                                                                                                  |
| Лучший сериал                          | • «Настоящая кровь» |                                                                                                  |
| Лучший сериал                          | • «Ходячие мертвецы» |                                                                                                  |
| Лучший триллер                         | | • «Области тьмы»                                                                                 |
| Лучший триллер                         | • «Меняющие реальность» |                                                                                                  |
| Лучший триллер                         | • «Ханна. Совершенное оружие» |                                                                                                  |
| Лучший триллер                         | • «РЭД» |                                                                                                  |
| Лучший триллер                         | • «Солт» |                                                                                                  |
| Лучший режиссёр                        | | • Даррен Аронофски — «Чёрный лебедь»                                                             |
| Лучший режиссёр                        | • Джеффри Джейкоб Абрамс — «Супер 8» |                                                                                                  |
| Лучший режиссёр                        | • Мэттью Вон — «Люди Икс: Первый класс» |                                                                                                  |
| Лучший режиссёр                        | • Эдгар Райт — «Скотт Пилигрим против всех» |                                                                                                  |
| Лучший режиссёр                        | • Дэвид Йейтс — «Гарри Поттер и Дары Смерти. Часть 2»                                                                                          |                                                                                                  |
| Лучшая актриса в фэнтези-фильме        | | • Натали Портман — «Чёрный лебедь»                                                               |
| Лучшая актриса в фэнтези-фильме        | • Пенелопа Крус — «Пираты Карибского моря: На странных берегах»                                                                                |                                                                                                  |
| Лучшая актриса в фэнтези-фильме        | • Лена Хеди — «Игра престолов» |                                                                                                  |
| Лучшая актриса в фэнтези-фильме        | • Дженнифер Лоуренс — «Люди Икс: Первый класс»                                                                                                 |                                                                                                  |
| Лучшая актриса в фэнтези-фильме        | • Эмма Уотсон — «Гарри Поттер и Дары Смерти. Часть 2»                                                                                          |                                                                                                  |
| Лучший актер в фэнтези-фильме          | | • Дэниел Рэдклифф — «Гарри Поттер и Дары Смерти. Часть 2»                                        |
| Лучший актер в фэнтези-фильме          | • Шон Бин — «Игра престолов» |                                                                                                  |
| Лучший актер в фэнтези-фильме          | • Джонни Депп — «Пираты Карибского моря: На странных берегах»                                                                                  |                                                                                                  |
| Лучший актер в фэнтези-фильме          | • Майкл Фассбендер — «Люди Икс: Первый класс»                                                                                                  |                                                                                                  |
| Лучший актер в фэнтези-фильме          | • Джеймс МакЭвой — «Люди Икс: Первый класс» |                                                                                                  |
| Лучшая актриса в фантастическом фильме | | • Милла Йовович — «Обитель зла в 3D: Жизнь после смерти»                                         |
| Лучшая актриса в фантастическом фильме | • Хэйли Этвелл — «Первый мститель» |                                                                                                  |
| Лучшая актриса в фантастическом фильме | • Карен Гиллан — «Доктор Кто» |                                                                                                  |
| Лучшая актриса в фантастическом фильме | • Анна Торв — «Грань» |                                                                                                  |
| Лучшая актриса в фантастическом фильме | • Оливия Уайлд — «Трон: Наследие» |                                                                                                  |
| Лучший актер в фантастическом фильме   | | • Мэтт Смит — «Доктор Кто»»                                                                      |
| Лучший актер в фантастическом фильме   | • Дэниел Крейг — «Ковбои против пришельцев» |                                                                                                  |
| Лучший актер в фантастическом фильме   | • Крис Эванс — «Первый мститель» |                                                                                                  |
| Лучший актер в фантастическом фильме   | • Харрисон Форд — «Ковбои против пришельцев»                                                                                                   |                                                                                                  |
| Лучший актер в фантастическом фильме   | • Джейк Джилленхол — «Исходный код» |                                                                                                  |
| Лучшая актриса в фильме ужасов         | | • Хлоя Морец — «Впусти меня. Сага»                                                               |
| Лучшая актриса в фильме ужасов         | • Сара Уэйн Кэллис — «Ходячие мертвецы» |                                                                                                  |
| Лучшая актриса в фильме ужасов         | • Нив Кэмпбелл — «Крик 4» |                                                                                                  |
| Лучшая актриса в фильме ужасов         | • Анна Пэкуин — «Настоящая кровь» |                                                                                                  |
| Лучшая актриса в фильме ужасов         | • Роуз Бирн — «Астрал» |                                                                                                  |
| Лучший актер в фильме ужасов           | | • Александр Скарсгард — «Настоящая кровь»                                                        |
| Лучший актер в фильме ужасов           | • Майкл Си Холл — «Декстер» |                                                                                                  |
| Лучший актер в фильме ужасов           | • Эндрю Линкольн — «Ходячие мертвецы» |                                                                                                  |
| Лучший актер в фильме ужасов           | • Стивен Мойер — «Настоящая кровь» |                                                                                                  |
| Лучший актер в фильме ужасов           | • Патрик Уилсон — «Астрал» |                                                                                                  |
| Лучший злодей                          | | • Рэйф Файнс — Волан-де-Морт, «Гарри Поттер и Дары Смерти. Часть 2»                              |
| Лучший злодей                          | • Кевин Бэйкон — Себастьян Шоу, «Люди Икс: Первый класс»                                                                                       |                                                                                                  |
| Лучший злодей                          | • Сатья Баба, Крис Эванс, Брэндон Рут, Мэй Уитман, Шота Саито, Кейта Саито и Джейсон Шварцман — лига злых бывших, «Скотт Пилигрим против всех» |                                                                                                  |
| Лучший злодей                          | • Чхве Мин Сик — «Я видел Дьявола» |                                                                                                  |
| Лучший злодей                          | • Хьюго Уивинг — Красный Череп, «Первый мститель»                                                                                              |                                                                                                  |
| Лучший супергерой                      | | • Крис Эванс — Капитан Америка, «Первый мститель»                                                |
| Лучший супергерой                      | • Крис Хемсворт — Тор, «Тор» |                                                                                                  |
| Лучший супергерой                      | • Джеймс МакЭвой — Профессор Икс, «Люди Икс: Первый Класс»                                                                                     |                                                                                                  |
| Лучший супергерой                      | • Райан Рейнольдс — Зелёный Фонарь, «Зелёный Фонарь»                                                                                           |                                                                                                  |
| Лучший супергерой                      | • Том Уэллинг — Супермен, «Тайны Смолвилля» |                                                                                                  |
| Лучшая актриса второго плана           | | • Мила Кунис — «Чёрный лебедь»                                                                   |
| Лучшая актриса второго плана           | • Джейми Александер — «Тор» |                                                                                                  |
| Лучшая актриса второго плана           | • Лори Холден — «Ходячие мертвецы» |                                                                                                  |
| Лучшая актриса второго плана           | • Хелен Миррен — «РЭД» |                                                                                                  |
| Лучшая актриса второго плана           | • Эллен Вонг — «Скотт Пилигрим против всех» |                                                                                                  |
| Лучший актер второго плана             | | • Питер Динклэйдж — «Игра престолов»                                                             |
| Лучший актер второго плана             | • Киран Калкин — «Скотт Пилигрим против всех»                                                                                                  |                                                                                                  |
| Лучший актер второго плана             | • Руперт Гринт — «Гарри Поттер и Дары Смерти. Часть 1»                                                                                         |                                                                                                  |
| Лучший актер второго плана             | • Томми Ли Джонс — «Первый мститель» |                                                                                                  |
| Лучший актер второго плана             | • Алан Рикман — «Гарри Поттер и Дары Смерти. Часть 2»                                                                                          |                                                                                                  |
| Лучший женский персонаж                | | • Эмилия Кларк — «Игра престолов»                                                                |
| Лучший женский персонаж                | • Джейми Александер — «Тор» |                                                                                                  |
| Лучший женский персонаж                | • Хэйли Этвелл — «Первый мститель» |                                                                                                  |
| Лучший женский персонаж                | • Эль Фэннинг — «Супер 8» |                                                                                                  |
| Лучший женский персонаж                | • Зои Кравиц — «Люди Икс: Первый класс» |                                                                                                  |
| Лучший мужской персонаж                | | • Джо Манганьелло — «Настоящая кровь»                                                            |
| Лучший мужской персонаж                | • Джон Бернтал — «Ходячие мертвецы» |                                                                                                  |
| Лучший мужской персонаж                | • Майкл Фассбендер — «Люди Икс: Первый класс»                                                                                                  |                                                                                                  |
| Лучший мужской персонаж                | • Крис Хемсворт — «Тор» |                                                                                                  |
| Лучший мужской персонаж                | • Том Хиддлстон — «Тор» |                                                                                                  |
| Лучший творческий ансамбль             | | • «Настоящая кровь»                                                                              |
| Лучший творческий ансамбль             | • «Игра престолов» |                                                                                                  |
| Лучший творческий ансамбль             | • «Гарри Поттер и Дары Смерти. Часть 2» |                                                                                                  |
| Лучший творческий ансамбль             | • «РЭД» |                                                                                                  |
| Лучший творческий ансамбль             | • «Люди Икс: Первый класс» |                                                                                                  |
| Best Chase Scene                       | | • «Пираты Карибского моря: На странных берегах»                                                  |
| Best Chase Scene                       | • «Первый мститель» |                                                                                                  |
| Best Chase Scene                       | • «Трансформеры 3: Тёмная сторона Луны» |                                                                                                  |
| Best Chase Scene                       | • «Трон: Наследие» |                                                                                                  |
| Best Chase Scene                       | • «Меняющие реальность» |                                                                                                  |
| Лучшее увечье                          | | • «Пираньи 3D»                                                                                   |
| Лучшее увечье                          | • «Игра престолов» |                                                                                                  |
| Лучшее увечье                          | • «Пираньи 3D» |                                                                                                  |
| Лучшее увечье                          | • «Пила 3D» |                                                                                                  |
| Лучшее увечье                          | • «Чёрный лебедь» |                                                                                                  |
| Лучшая драка                           | | • «Скотт Пилигрим против всех»                                                                   |
| Лучшая драка                           | • «РЭД» |                                                                                                  |
| Лучшая драка                           | • «Гарри Поттер и Дары Смерти. Часть 2» |                                                                                                  |
| Лучшая драка                           | • «Первый мститель» |                                                                                                  |
| Лучшая драка                           | • «Гарри Поттер и Дары Смерти. Часть 2» |                                                                                                  |
| Самая противоречивая сцена года        | | • «Гарри Поттер и Дары Смерти. Часть 2»                                                          |
| Самая противоречивая сцена года        | • «Трансформеры 3: Тёмная сторона Луны» |                                                                                                  |
| Самая противоречивая сцена года        | • «Трон: Наследие» |                                                                                                  |
| Самая противоречивая сцена года        | • «Пираньи 3D» |                                                                                                  |
| Самая противоречивая сцена года        | • «Супер 8» |                                                                                                  |
| Лучший сценарий                        | | • «Гарри Поттер и Дары Смерти. Часть 2»                                                          |
| Лучший сценарий                        | • «Чёрный лебедь» |                                                                                                  |
| Лучший сценарий                        | • «Скотт Пилигрим против всех» |                                                                                                  |
| Лучший сценарий                        | • «Супер 8» |                                                                                                  |
| Лучший сценарий                        | • «Люди Икс: Первый класс» |                                                                                                  |
| Лучшее камео                           | | •• Хью Джекман — «Люди Икс: Первый класс»                                                        |
| Лучшее камео                           | • Базз Олдрин — «Трансформеры 3: Тёмная сторона Луны»                                                                                          |                                                                                                  |
| Лучшее камео                           | • Кристен Белл и Анна Пэкуин— «Крик 4» |                                                                                                  |
| Лучшее камео                           | • Ричард Дрейфус — «Пираньи 3D» |                                                                                                  |
| Лучшее камео                           | • Кит Ричардс — «Пираты Карибского моря: На странных берегах»                                                                                  |                                                                                                  |
| Лучшие спецэффекты                     | | • «Гарри Поттер и Дары Смерти. Часть 2»                                                          |
| Лучшие спецэффекты                     | • «Запрещённый приём» |                                                                                                  |
| Лучшие спецэффекты                     | • «Тор» |                                                                                                  |
| Лучшие спецэффекты                     | • «Трансформеры 3: Тёмная сторона Луны» |                                                                                                  |
| Лучшие спецэффекты                     | • «Трон: Наследие» |                                                                                                  |
| Лучший комикс или графический роман    | | • «Ходячие мертвецы»                                                                             |
| Лучший комикс или графический роман    | •• «Американский вампир» |                                                                                                  |
| Лучший комикс или графический роман    | • «Хавка» |                                                                                                  |
| Лучший комикс или графический роман    | • «Daytripper » |                                                                                                  |
| Лучший комикс или графический роман    | • «Locke & Key» |                                                                                                  |
| Лучший писатель комиксов               | | • Ed Brubaker — «The Marvels Project», «Captain America: Reborn» и «Steve Rogers: Super Soldier» |
| Лучший писатель комиксов               | • Джо Хилл — «Locke & Key» и «The Cape» |                                                                                                  |
| Лучший писатель комиксов               | • Роберт Киркман — «The Astounding Wolf-Man», «Haunt», «Invincible» и «Ходячие мертвецы»                                                       |                                                                                                  |
| Лучший писатель комиксов               | • Грант Моррисон — «Batman Incorporated» и «Joe the Barbarian»                                                                                 |                                                                                                  |
| Лучший писатель комиксов               | • Майк Миньола — «Baltimore» и «The Amazing Screw-on Head»                                                                                     |                                                                                                  |
| Лучший художник комиксов               | | • Джон Ромита — «Мстители», «Мордобой 2»                                                         |
| Лучший художник комиксов               | • Чарли Адлард — «Ходячие мертвецы» |                                                                                                  |
| Лучший художник комиксов               | • Марк Букингем — «Fables» |                                                                                                  |
| Лучший художник комиксов               | • Дункан Фегредо — «Хеллбой» |                                                                                                  |
| Лучший художник комиксов               | • Берни Райгтсон — «Doc Macabre» |                                                                                                  |
| Лучшая комикс-экранизация              | | • «Скотт Пилигрим против всех»                                                                   |
| Лучшая комикс-экранизация              | • «Первый мститель» |                                                                                                  |
| Лучшая комикс-экранизация              | • «Ковбои против пришельцев» |                                                                                                  |
| Лучшая комикс-экранизация              | • «Тор» |                                                                                                  |
| Лучшая комикс-экранизация              | • «Люди Икс: Первый класс» |                                                                                                  |
| Best Independent Movie                 | | • «Монстры»                                                                                      |
| Best Independent Movie                 | • «Другая земля» |                                                                                                  |
| Best Independent Movie                 | • «Топор 2» |                                                                                                  |
| Best Independent Movie                 | • «Я видел Дьявола» |                                                                                                  |
| Best Independent Movie                 | • «Шина» |                                                                                                  |
| Лучший 3-D фильм                       | | • «Трансформеры 3: Тёмная сторона Луны»                                                          |
| Лучший 3-D фильм                       | • «Первый мститель» |                                                                                                  |
| Лучший 3-D фильм                       | • «Гарри Поттер и Дары Смерти. Часть 2» |                                                                                                  |
| Лучший 3-D фильм                       | • «Пираньи 3D» |                                                                                                  |
| Лучший 3-D фильм                       | • «Трон: Наследие» |                                                                                                  |

## Специальные награды
| Премии                 | Фотографии лауреатов | Лауреаты                 |
| ---------------------- | -------------------- | ------------------------ |
| Comic-Con Icon Award   |                      | • Джун Форей             |
| Farewell Tribute       |                      | • Гарри Поттер           |
| Hero Award             |                      | • «Роберт Дауни-младший» |
| Maverick Award         |                      | • «Николас Кейдж»        |
| Ultimate Villain Award |                      | • «Дарт Вейдер»          |
| Visionary Award        |                      | • «Пи-Ви Херману»        |